# Белоус, Дмитрий Григорьевич

Надгробие Дмитрия Белоу́са на Байковом кладбище в Киеве

Дмитрий Григорьевич Белоу́с (1920—2004) — советский и украинский поэт, переводчик с болгарского языка, литературный критик, общественный деятель. Автор сборников юмора и сатиры, книг для детей, статей, литературных исследований о творчестве украинских писателей.

## Биографические сведения
Родился 24 апреля 1920 года в селе Курманы (ныне Недригайловский район, Сумская область, Украина) в многодетной крестьянской семье Анны Давыдовны и Григория Николаевича Белоусов. Украинец. Как вспоминал сам Дмитрий Григорьевич, «семейка моего отца была, как у того Омелечка, о котором в народной песне поётся… Было нас одиннадцать детей. Я был десятым ребёнком, как раз „куклой в колыбели“, когда старшие уже холостяковали и женились».
После окончания школы поехал в Харьков, где учился на рабфаке и работал на электрозаводе. В 1938 году поступил на филологический факультет Харьковского университета. Его однокурсниками были О. Гончар и Г. М. Тютюнник.
Печатался с 1935 года.
С началом Великой Отечественной войны 1941 добровольцем ушёл в РККА. 13 августа 1941 года был тяжело ранен. До августа 1942 года лечился в госпитале города Красноярск. Затем в Москве был сотрудником редакции радиовещания для партизан и населения оккупированных территорий Украины. Писал юморески для радиожурнала «Сатирический залп», печатался в журнале «Перец», писал стихи для партизанских листовок.
- В 1945 году окончил филологический факультет КГУ имени Т. Г. Шевченко.
- В 1948 году окончил аспирантуру на кафедре украинской литературы.
- Член СКУ с 1948 года.
- В 1947—1951 годах — заместитель ответственного редактора журнала «Днепр».
- В 1968—1976 годах — ответственный секретарь комиссии Союза писателей Украины.
- член-корреспондент АПНУ с марта 1994 года, почетный академик АПНУ с 2000 года, председатель комиссии художественного перевода Союза писателей Украины с 1976 года.

Умер 13 октября 2004 года. Похоронен в Киеве на Байковом кладбище.

## Произведения
- «Осколочным!» (сборник юмора и сатиры)
- «Веселые лица» (сборник юмора и сатиры)
- «Вечно живая»
- «Чудо калиновое» (сборник)
- «Хлеб и слово»
- «Чары этюды о» (сборник)

Составитель антологии болгарской поэзии на украинском языке.

## Награды

### Премии
- Государственная премия УССР имени Т. Г. Шевченко (1990) — за сборник стихов «Диво калиновое»
- премия имени М. Ф. Рыльского (1976)
- премия имени Александра Копыленко (1989).
- премия имени Леси Украинки (1997).
- премия имени Елены Пчилки (2001).

### Ордена
- орден Отечественной войны I степени (11.03.1985)
- орден Дружбы народов (23.04.1980)[1]
- медаль «За отвагу» (06.11.1947; был представлен к ордену Славы III степени)
- медаль «За трудовую доблесть» (24.11.1960)
- орден «Кирилл и Мефодий» I степени (1966; Болгария),
- орден «Мадарский всадник» I степени (1995; Болгария)[2];
- орден князя Ярослава Мудрого V степени (октябрь 2001);
- орден «За мужество» III степени (2002).